# Yetty Martens
Henriette Alberte (Yetty) Martens (Brussel, 24 februari 1915 – aldaar, 27 oktober 2004) was een Belgisch mezzosopraan.
Martens kreeg haar opleiding aan het Koninklijk Conservatorium Brussel bij Maurice Weynants, Alfred Mahy en Albert Huberty. Ze maakte haar debuut in het seizoen 1943/1944 in de Koninklijke Muntschouwburg in de opera La vida breve van Manuel De Falla. Ze was daarna soms gast bij het operagezelschap aldaar (1946-1948). Zij sloot zich aan bij de Koninklijke Vlaamse Opera in Antwerpen; zij zong er tussen 1950 en 1958. Zij wordt het meest herinnerd als gastzangeres in uiteenlopende werken zoals Aïda van Giuseppe Verdi tot Tristan und Isolde van Richard Wagner. Bijzonder was haar rol in The Rape of Lucretia van Benjamin Britten tijdens de eerste Franstalige uitvoering van dit werk in Brussel (1947). Ze trad meestal op in operahuizen in België en Frankrijk. Af en toe trad ze ook op als concertzangeres. In beide hoedanigheden werkte ze samen met de Belgische en Franse omroeporkesten en was ze er dus op radio en televisie te horen en te zien.
Ze was jarenlang ook zangpedagoge met leerlingen als Shadi Torbey.